# Walkabout
Walkabout és una pel·lícula d'aventures de supervivència de coproducció britànico-australiana del 1971 dirigida per Nicolas Roeg i protagonitzada per Jenny Agutter, Luc Roeg i David Gulpilil. Edward Bond va escriure el guió, que es basa lliurement en la novel·la de 1959 Walkabout de James Vance Marshall. Ambientada a l'outback australià, se centra en dos escolars blancs que es troben a l'interior d'Austràlia i que es troben amb un nen adolescent aborigen que els ajuda a sobreviure.
Segon llargmetratge de Roeg, Walkabout, va ser estrenada internacionalment per 20th Century Fox, i va ser una de les primeres pel·lícules del moviment cinematogràfic Nova Onada Australiana. Al costat de Wake in Fright, va ser una de les dues pel·lícules australianes presentades en competició per a la Grand Prix du Festival al 24è Festival Internacional de Cinema de Canes. Posteriorment es va estrenar als Estats Units el juliol de 1971 i a Austràlia el desembre de 1971.
El 2005, el British Film Institute la va incloure a la seva llista de "50 pel·lícules que hauríeu de veure als 14 anys".

## Argument
Una adolescent blanca i el seu germà petit viuen amb els seus pares en un modest apartament de gran alçada a Sydney. Un dia el seu pare els condueix a l'outback, encara amb els seus uniformes escolars, aparentment per fer un pícnic. Mentre es preparen per menjar, el pare treu una pistola i comença a disparar als nens. El nen creu que és un joc, però la filla s'adona que el seu pare està intentant assassinar-los i fuig amb el seu germà, buscant refugi darrere de les roques. Mira com el seu pare incendia el seu cotxe i es dispara al cap. La noia amaga el suïcidi al seu germà, recupera part del menjar del pícnic i l'allunya de l'escena, intentant tornar a casa pel desert.
A mitjans de l'endemà, estan febles i el nen amb prou feines pot caminar. Descobreixen un oasi amb un petit pou d'aigua i un arbre fruiter, es passen el dia jugant, banyant-se i descansant. L'endemà al matí, l'aigua s'ha assecat i després són descoberts per un nen aborigen. No parla anglès, per frustració de la noia, però el seu germà imita la seva necessitat d'aigua, i el nouvingut els ensenya alegrement com treure-la del llit assecat de l'oasi. Els tres viatgen junts, amb el nen aborigen compartint carn de cangur que ha capturat de la caça. Els nois aprenen a comunicar-se fins a cert punt utilitzant paraules de la llengua i els gestos dels altres; la noia no fa aquests intents.
Mentre arriben als voltants d'una plantació, una dona blanca passa per davant del nen aborigen, que simplement la ignora quan li parla. Sembla que veu els altres nens, però ells no la veuen, i continuen el seu viatge. Els nens també descobreixen un globus meteorològic que pertany a un equip de recerca proper que treballa al desert. Després de dibuixar les marques d'una casa d'estil modern, el nen aborigen finalment els condueix a una granja abandonada i porta el nen petit a una carretera propera. El nen aborigen persegueix un búfal d'aigua i l'està lluitant a terra quan dos caçadors blancs apareixen en un camió i gairebé l'atropellen. Ell mira en xoc com només volen disparar a diversos búfals amb un rifle. Aleshores el nen torna a la granja, però passa sense parlar.
Més tard, el nen aborigen queda en tràngol entre una gran quantitat d'ossos de búfal, després d'haver-se pintat amb marques cerimonials. Torna a la casa, agafa per sorpresa la noia que es despulla i inicia un ritual de festeig, fent un ball davant d'ella. Tot i que balla fora tot el dia i a la nit fins que ell s'esgota, ella s'espanta i s'amaga d'ell, i li diu al seu germà que el deixaran l'endemà. Al matí, després de vestir-se amb l'uniforme escolar, el germà la porta al cos del nen aborigen, penjat en un arbre. Mostrant poca emoció, la noia neteja les formigues del pit del nen mort. Caminant per la carretera, els germans troben una ciutat minera gairebé deserta on un empleat malhumorat els dirigeix cap a un allotjament proper.
Anys més tard, un home arriba a casa de la feina mentre la noia ja adulta prepara el sopar. Mentre ell l'abraça i explica xafarderies de l'oficina, ella s'imagina o recorda una època en què ella, el seu germà i el nen aborigen estan jugant i nedant nus en un billabong a l'interior.

## Repartiment
- Jenny Agutter com a noia
- Luc Roeg (acreditat com Lucien John) com a noi blanc
- David Gulpilil (mal acreditat com a David Gumpilil) com Black Boy
- John Meillon com a pare
- Robert McDarra com a Home
- Pete Carver com No Hoper
- John Illingsworth com a marit
- Hilary Bamberger com a dona
- Barry Donnelly com a científic australià
- Noeline Brown com a científica alemanya
- Carlo Manchini com a científic italià

Cap dels personatges té nom.

## Temes
Roeg va descriure la pel·lícula el 1998 com "una història senzilla sobre la vida i la vida, no coberta amb sofismes, sinó que aborda els temes humans més bàsics; naixement, mort, mutabilitat".
L'actriu Jenny Agutter considera la pel·lícula com a múltiples capes, en un sentit és una història sobre nens perduts a l'interior que troben el seu camí, i en l'altre, una al·legòrica història sobre la societat moderna i la pèrdua de la innocència. El cineasta australià Louis Nowra va assenyalar que les imatges bíbliques corren per tota la pel·lícula; en una escena hi ha un tall d'un flashback subliminal del suïcidi del pare, però l'escena es reprodueix al revés i el pare s'aixeca com si hagués estat "ressuscitat". Molts escriptors també han fet un paral·lelisme directe entre la representació de l'Outback i el Jardí de l'Edèn, i Nowra observa que això va arribar a incloure "presents d'una serp lliscant per les branques nues de l'arbre" a sobre del personatge d'Agutter mentre dorm.
Gregory Stephens, professor associat d'anglès, veu la pel·lícula emmarcada com una història típica de "tornada a l'Eden", que inclou motius comuns de la contracultura dels anys 60; ofereix la seqüència nadant nus com a exemple d'un "vessament simbòlic de la roba del món sobre-civilitzat". A través del rebuig de la noia del nen aborigen i la seva mort posterior, la pel·lícula pinta l'Outback com "un Edén que només es pot perdre". Agutter comparteix una interpretació similar, assenyalant que "no podem tornar i tenir aquest jardí de l'Edèn. No podem tornar enrere i tornar-lo a fer innocent." Agutter considera les edats dels dos adolescents, que estan a la cúspide de l'edat adulta i perdent la seva innocència infantil, com una metàfora del canvi irreversible produït per la civilització occidental.

## Producció
La pel·lícula va ser el segon llargmetratge dirigit per Nicolas Roeg, un cineasta britànic. Feia temps que tenia previst fer una pel·lícula de la novel·la Walkabout, en què els nens són estatunidencs encallats per un accident d'avió. Després que el nen indígena els trobi i els condueixi a un lloc segur, mor de la grip contagiada per ells, ja que no ha estat vacunat. Roeg no havia pogut trobar un guió amb el qual estigués content, fins que el dramaturg anglès Edward Bond va fer un guió mínim de 14 pàgines. Roeg va obtenir el suport de dos empresaris estatunidencs, Max Raab i Si Litvinoff, que van incorporar una empresa a Austràlia però van augmentar el pressupost completament als EUA i van vendre els drets mundials a 20th Century Fox.
El rodatge va començar a Sydney l'agost de 1969 i més tard es va traslladar a Alice Springs, i el fill de Roeg, Luc, va interpretar el nen més jove de la pel·lícula. Roeg va aportar una mirada i una interpretació forastera a l'escenari australià, i va improvisar molt durant el rodatge. Va comentar: "En realitat no vam planificar res, només ens vam trobar coses per casualitat... filmant el que vam trobar." La pel·lícula és un exemple de l'estil de direcció ben definit de Roeg, caracteritzat per una forta composició visual de la seva experiència com a cinematògraf, combinada amb un ampli Cross-cutting i la juxtaposició d'esdeveniments, ubicació o entorns per construir els seus temes. La música va ser composta i dirigida per John Barry, i produïda per Phil Ramone, i el poema llegit al final de la pel·lícula és Poema 40 d'A Shropshire Lad d'A.E. Housman.
Sobre la seva escena de natació nua, Jenny Agutter va dir: "Nic volia que l'escena en què vaig nedar nua fos senzilla. Volia que estigués desinhibida, cosa que no ho era. Era una dona jove molt inhibida. Jo no em va sentir incòmode amb la intenció de l'escena, però això no et fa sentir millor. No hi havia ningú al voltant, excepte en Nic a la distància amb la seva càmera. Sense llums, res. Un cop va tenir el rodatge, vaig sortir de l'aigua i em vaig vestir el més ràpid possible." Agutter ha afirmat que no es penedeix d'haver filmat les escenes, però lamenta com els "pervertits" les han tret de context i les han penjat a Internet.
La British Board of Film Classification (BBFC) va suposar que Agutter tenia disset anys en el moment del rodatge (en realitat tenia setze quan va començar el rodatge el juliol de 1969) i, per tant, les escenes no van suposar cap problema quan es van presentar al BBFC el 1971 i més tard el 1998. La Llei de protecció de la infància de 1978 va prohibir la distribució i la possessió d'imatges indecents de persones menors de setze anys, per la qual cosa el problema de possible indecència no s'havia considerat en ocasions anteriors. Tanmateix, la Llei de delictes sexuals de 2003 va augmentar el llindar d'edat als divuit anys, cosa que va significar que el BBFC havia de considerar les escenes de nuesa en el context de la nova llei quan la pel·lícula es va tornar a presentar el 2011. El BBFC va revisar la escenes i les va considerar que no eren indecents i va passar la pel·lícula sense tallar.
La pel·lícula presenta diverses escenes de caça i matança d'animals, com ara un cangur que és llancejat i colpejat fins a la mort. La Cinematograph Films (Animals) Act 1937 fa il·legal al Regne Unit distribuir o exhibir material on la producció implica infligir dolor o terror a un animal. Com que els animals no semblaven patir ni estar en dificultats, es va considerar que la pel·lícula no infringia la Llei.

## Recepció
Walkabout va tenir ma la acollida a la taquilla d'Austràlia. Els crítics van debatre si es podia considerar una pel·lícula australiana i si era una abraçada o una reacció al context cultural i natural del país. Als Estats Units, la pel·lícula va ser originalment classificació R per l'MPAA a causa de la nuesa, però es va reduir a una classificació de GP (PG) en apel·lació.
El crític Roger Ebert la va anomenar "una de les grans pel·lícules". Escriu que conté poc judici moral o emocional dels seus personatges i, en definitiva, és un retrat de l'aïllament en la proximitat. Aleshores, va declarar: "És una paràbola sobre el bon salvatges i els esperits aixafats dels habitants de la ciutat? Això és el que suggereix la superfície de la pel·lícula, però crec que es tracta d'una cosa més profunda i esquiva: el misteri de la comunicació." El crític de cinema Edward Guthmann també assenyala el fort ús d'imatges naturals exòtiques, anomenant-les un "cor de sargantanes". A Walkabout, una anàlisi de la pel·lícula, l'autor Louis Nowra va escriure: "Vaig quedar sorprès. Les imatges de l'Outback eren d'una intensitat gairebé al·lucinògena]. En lloc del desert i matolls que impregna d'una monotonia avorrida, tot semblava agut, estrident i incandescent. L'Outback era bonic i inquietant." L’scriptor i cineasta Alex Garland va caracteritzar la pel·lícula com a "realització cinematogràfica virtuosa".
Més de 50 anys després de la seva estrena, a l'agregador de ressenyes Rotten Tomatoes, la pel·lícula té una puntuació del 85% basada en les crítiques de 40 crítics, amb una valoració mitjana de 8,2 sobre 10. Una enquesta del 2012 del BFI de les millors pel·lícules del món, Walkabout apareix en quatre crítics' i quatre directors de les seves pel·lícules preferides.